# 134 هـ
134 هـ هي سنة في التقويم الهجري امتدت مقابلةً في التقويم الميلادي بين سنتي 751 و752.

## مواليد
- علي بن الجعد

## وفيات
- بسام بن إبراهيم
- شيبان بن عبد العزيز
- الجلندي بن مسعود